# Aleksandr Dubrovin

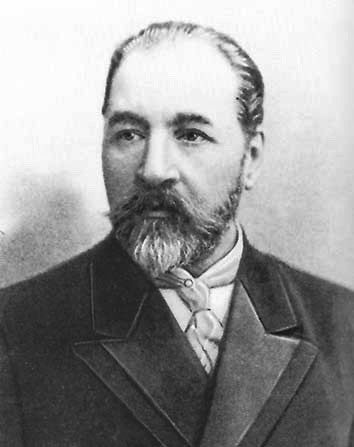
Aleksandr Dubrovin.

Doktor Aleksandr Ivanovitj Dubrovin (ryska: Александр Иванович Дубровин), född 1855 i Kungur, död 14 april 1921 i Moskva, var en rysk politiker.
Dubrovin ledde Ryska folkets förbund, ett nationalistiskt, rysk-ortodoxt kristet, monarkivänligt och främlingsfientligt parti, under det tidiga 1900-talet. Svarta sotnjerna fungerade som partiets paramilitära gren.